# Charles Hoge
Charles Hoge (Gent, 7 januari 1890 - aldaar, 22 september 1962) was een Vlaams architect, die gekend is voor zijn gebouwen in eclectische stijl, hij wordt beschreven als een polyvalent interbellumarchitect. Hij was hoofdzakelijk actief in de provincie Oost-Vlaanderen, tijdens de 1e helft van de 20e eeuw.
Hoge bouwde panden voor rijkere burgers, waaronder in het Miljoenenkwartier, in verschillende stijlen waaronder neo-rococo, Vlaamse renaissance, Anglo-Normandische stijl en art deco. Verschillende van zijn monumentale villa's en burgerhuizen zijn opgenomen in de lijst van beschermd erfgoed.

## Bekende panden

### Neo-rococostijl
- Burgerhuis (1927) voor Victor Orban-Leclercq, Sint-Niklaas.[3]
- Burgerhuis (1919) voor vlashandelaar A. Vandenbroucke, Gent.[4]

### Art deco
- Burgerhuis (1927) voor dhr. Van Naemen, Sint-Niklaas.[5]

### Anglo-Normandische Stijl
- Landhuis Shamrock, (1928) Maarkedal.

## Galerij

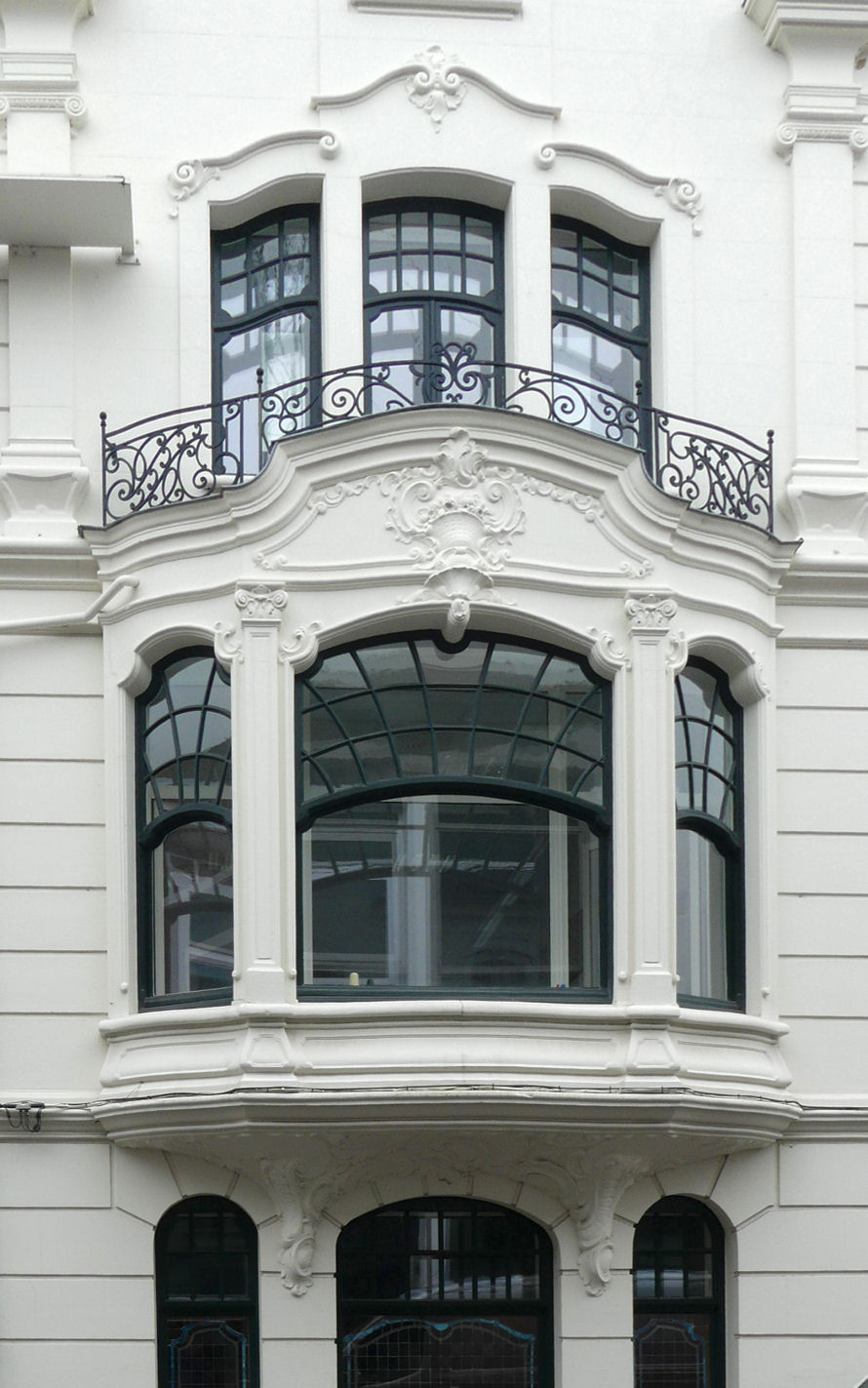
Neo-rococo; burgerhuis Victor Orban-Leclerq in Sint-Niklaas
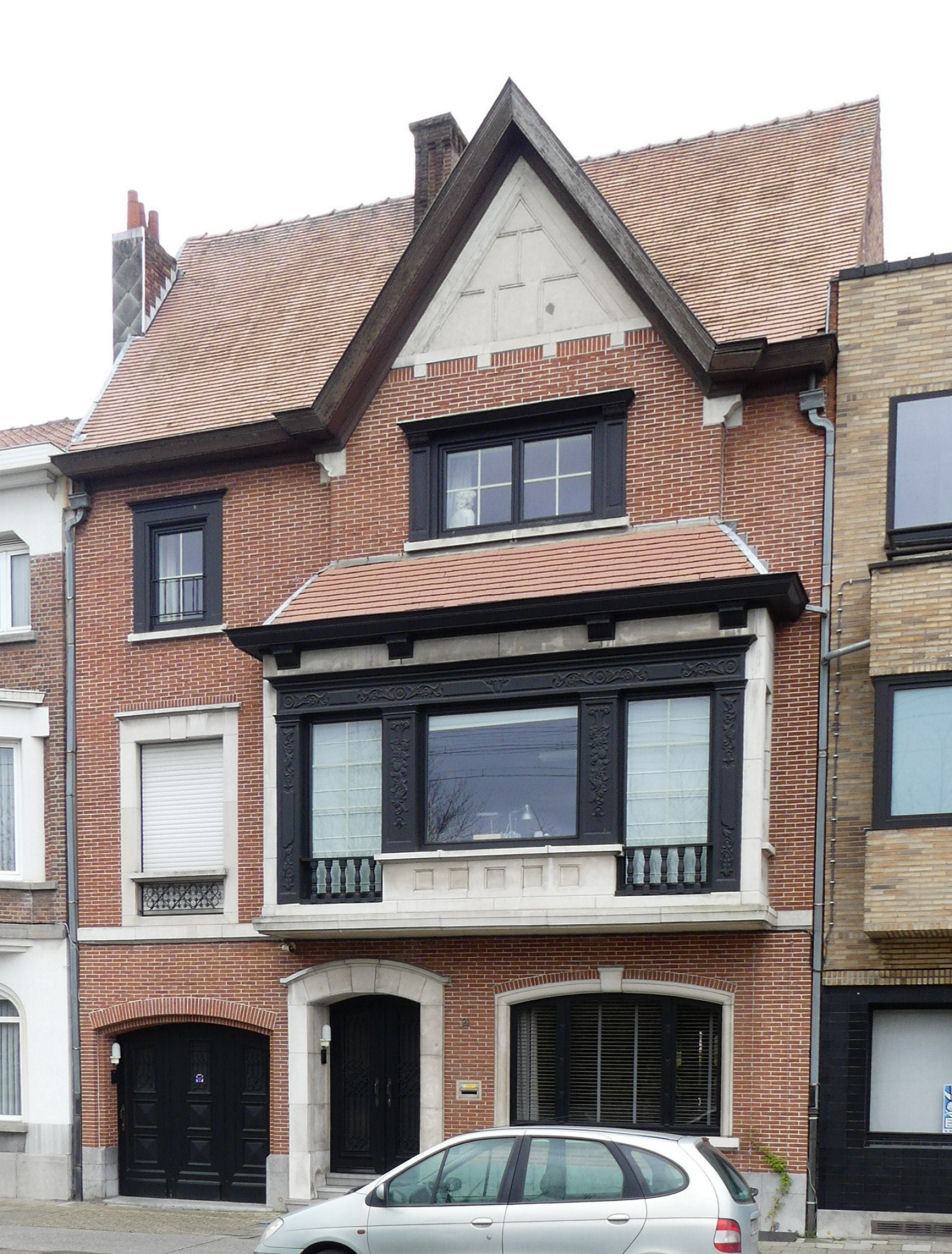
Anglo-Normandische stijl
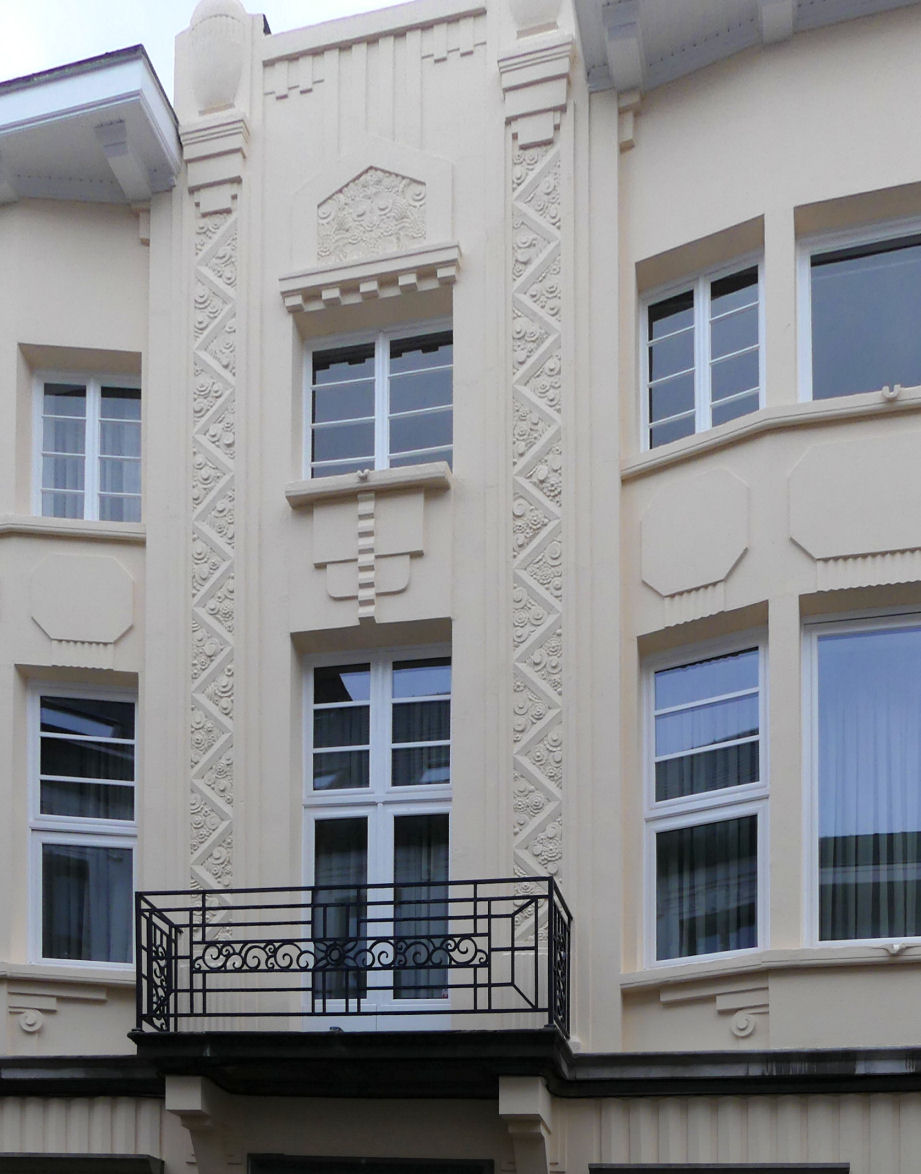
Art deco
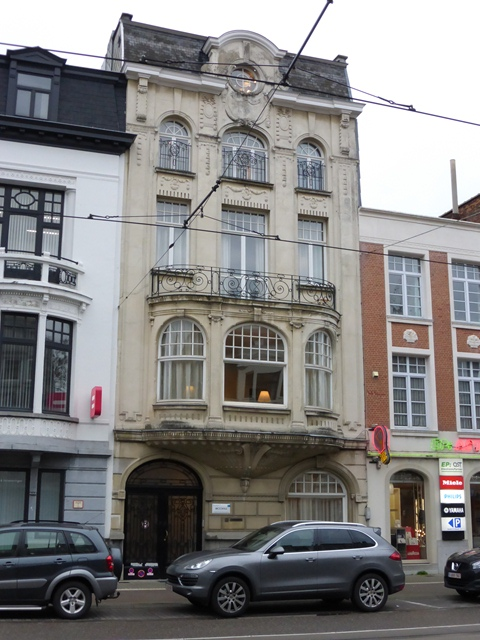
Ecclectische stijl